# 都城市営電気供給事業
都城市営電気供給事業（みやこのじょうしえいでんききょうきゅうじぎょう）は、昭和戦前期に宮崎県都城市が経営していた電気供給事業である。1927年（昭和2年）に開業し、1943年（昭和18年）まで存在した。
都城市では都城電気株式会社（みやこのじょうでんき）という民間の電力会社が1910年（明治43年）に開業して電気の供給が始まる。同社が市外の会社に合併されるのを機に事業市営化の計画が進展し、市域の事業を引き継ぐことで市営事業が開業した。市営事業が存在したのは16年間で、太平洋戦争中の配電統制令に基き九州配電（九州電力の前身）へ統合された。

## 沿革

### 都城電気の沿革
1907年（明治40年）8月、清武川の水力発電所を電源として、宮崎県最初の電気供給事業となる日向水力電気が宮崎市に開業した。同社の起業計画が動き出したのは1900年（明治33年）のことであるが、これに続いて同じ宮崎県の都城市（当時は北諸県郡都城町）でも1904年（明治37年）に電気事業の起業計画が浮上した。
都城の電気事業計画は町内有志の手によるもので、電源として都城の西方、鹿児島県囎唹郡財部村（現・曽於市）の大淀川水系桐原川（溝ノ口川）での水力開発を企画して鹿児島県知事に水利権を申請した。財部村民の反対運動や2度にわたる競願者の出現で認可が遅れるが、1908年（明治41年）11月に水利権を取得。続いて競願者も発起人に加え都城電気の電気事業経営許可を逓信省へ申請し、1909年（明治42年）3月23日付でその許可も得た。これらを受けて会社設立の準備が進められ、同年6月10日に都城電気株式会社の創立総会開催に至った。発足時の資本金は15万円であった。
会社設立後、桐原川で溝ノ口発電所（出力200キロワット、現九州電力溝之口発電所）を着工。ドイツ・シーメンス製の機器を取り付けて発電所は翌1910年（明治43年）5月に竣工した。逓信省の資料によると都城電気は同年7月1日付で開業し、年内までに都城町内と隣の五十市村での供給を始めた。7月13日には小松原公園にて電灯1400灯・アーク灯2灯をともした盛大な開業祝賀会を開催している。開業当初の電灯需要家は350戸余り、灯数は1340個以上で、開業以後も歩兵第64連隊兵営への供給開始など多忙で電灯取り付けは順番待ちとなる盛況であったという。電灯のほか動力用電力の供給も行っており、精米業に多く利用されたほか、会社では商店や料理店へ扇風機を売り込んでいる。
こうした需要増のため1912年（明治45年）6月、35万円の増資と菱田川水系月野川での新発電所建設を決定し、1914年（大正3年）2月に囎唹郡月野村（現・曽於市）にて月野発電所（出力320キロワット、現九州電力月野発電所）を着工した。ところが第一次世界大戦の勃発によりドイツに発注していた機器類が調達できなくなり、国内メーカー（電業社・芝浦製作所）へと振り替えたことで納入が遅れたため、1916年（大正5年）6月の竣工となった。月野発電所竣工により供給力に余裕が生じ、供給区域の拡張とあいまって需要が増加して電灯供給は1917年（大正6年）に1万戸・2万灯、1919年（大正8年）には3万灯を超えるに至った。
月野発電所建設中の1915年（大正4年）4月1日、都城電気は鹿児島県囎唹郡志布志町（現・志布志市）所在の志布志電気株式会社を合併した。合併に伴う増資は2万5千円。同社は吸入式ガス機関による火力発電を電源とし、電灯約1000灯を供給していた。また1919年（大正8年）7月には天降川水系霧島川に水利権を持つ高千穂電気軌道株式会社を合併している。都城電気は同社から水利権を引き継ぎ1922年（大正11年）1月に霧島第二発電所（出力550キロワット、現九州電力霧島第二発電所）を新設した。また合併や増資により資本金は最終的に200万円となった。

### 市営事業の開始

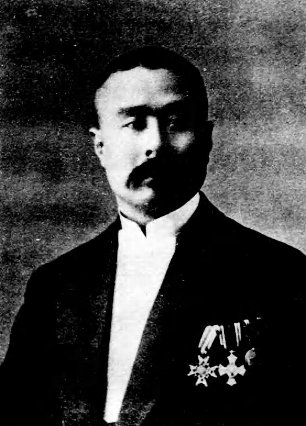
電気事業市営化を推進した都城市長財部実秀

こうして都城電気の事業が拡大を続けていると、都城町では電気事業が町の財源として有望であるとする意見が広まり、1920年代に入ると電気事業公営化の議論が始まった。まず1921年（大正10年）8月、町議会の財政調査会で公営化に向けた調査が開始され、1923年（大正12年）9月には町長から委嘱された専門家による会社内情調査も行われた。その結果を踏まえて翌1924年（大正13年）3月、町議会は電気事業公営に関する意見書を賛成多数で可決するに至った。その後同年4月1日の市制施行に関する準備や手続きのため公営化への動きは一時停止し、市制後も他の施策が優先されて財源の手当てができず市営化実施は先送りされていた。
市営化への動きが停頓する中、1925年（大正14年）4月18日、都城電気は突如日本水電株式会社との合併契約締結を発表した。同社は日本窒素肥料傘下の電力会社で、前年の1924年（大正13年）に大隅地方の南九州水力電気を合併し、その後も合併を繰り返して当時鹿児島県内で勢力を広げていた。都城電気は需要増加で供給力不足に陥ったため同社への合併を選択したという。この合併発表を機に電気事業市営論が盛り上がり、市民によって「電気市営期成同盟会」が結成されるなど運動が激しくなった。市営論の盛り上がりを受けて両社は合併を断念。市の側でも市長財部実秀と助役・市会議員3人からなる交渉委員を設け都城電気との事業買収交渉に着手した。
交渉は最終的に、都城電気が球磨川電気と合併し、その上で球磨川電気から都城市内の電気事業のみを市営化するということで話がまとまり、1926年（大正15年）1月21日、市と都城電気・球磨川電気の3社で合併契約と市への事業譲渡契約が締結された。市による事業買収価格は78万円とされた。この球磨川電気は熊本県人吉市の電力会社で、日本水電と同じく1920年代に事業合併を積極的に行っていた。同年4月、逓信省より球磨川電気・都城電気の合併認可があり、同年7月合併手続きが完了して都城電気は消滅した。合併前年の1925年4月時点で都城電気は都城市を中心に北諸県郡11村・鹿児島県囎唹郡7町村を供給区域として電灯6万1841灯、電力1316馬力（約968キロワット）を供給していた。
翌1927年（昭和2年）4月9日、球磨川電気から都城市への事業譲渡が認可された。その後買収資金や起業費に充てる市債83万円の起債や料金制定などの準備を終了し、同年8月1日付で市営化を実施して市営電気供給事業を開業させた。なお発電所は買収対象には含まれておらず、市営事業の電源はすべて球磨川電気からの受電によった。

### 市営事業の推移
市営電気供給事業の初年度末（1928年3月末）の供給成績は電灯1万9150灯、電力450キロワットであった。その後供給は拡大を続け、収支面でも余剰金が生ずるほどの好業績をあげた。市債の低利借り換えに成功したこともあって1931年（昭和6年）12月1日付で電気料金改定を実施し、定額10燭灯が60銭であったのを55銭に引き下げるなど料金を値下げした。
しかし料金改定のころから不況の影響が強くなり、低燭光灯への切り替えや定額灯から従量灯への乗り換え、さらには盗電が頻発して収入が減少するようになる。この対策として市は1933年（昭和8年）12月1日付で再び電気料金を改定し、定額灯と電力利用を組み合わせた「総合料金制」を採用した。これは、従来の定額灯制度では電球の燭光単位で契約していたものをワット単位の契約とし、あわせて契約ワット内であれば電球の燭光は不問、扇風機・ラジオ・アイロン・こたつなど小型機器の併用も自由とする、という制度である。新制度導入により需要家の電気使用量は増加し、景気回復もあって市の収入は再び増加していった。
1936年（昭和11年）5月、都城市は隣接する北諸県郡沖水村・五十市村を合併し、市域を拡大した。このため新市域の電気事業も球磨川電気から買収することとなり、市は52万円での買収契約を結んだ。事業の譲受けは1937年（昭和2年）2月に逓信省から認可され、同年5月にその手続きを完了した。
その後1937年度末（1938年3月末）時点の供給成績は、電灯4万5500灯、電力1081馬力（795キロワット）、電熱180キロワットであった。また同年度の年間収支は収入31万755円、支出23万1143円で、7万9612円の利益をあげていた。

### 配電統制と戦後の市営復元運動
1941年（昭和16年）、配電統制令が施行され、続いて同令に基づいて九州7県と沖縄県における配電事業は新設の国策配電会社九州配電株式会社に統合するという方針が決定された。これに従い球磨川電気の後身九州電気は翌1942年（昭和17年）4月1日の九州配電設立と同時に同社へ統合され消滅した。
1942年4月の九州配電設立時の段階で同社へ統合された電気事業者は株式会社組織の大手4社だけであったが（第1次統合）、それに続く中小事業者の統合（第2次統合）では公営事業も統合対象に含まれた。従って都城市営電気供給事業も統合対象となり、1943年（昭和18年）2月1日付で九州配電へと統合されて市営事業は終了した。統合の形式は配電統制令第26条第1項に基づく命令譲渡によった。譲渡代金として九州配電から都城市へ204万円（貯蔵品代を含む）が支払われている。
かくして太平洋戦争下で九州配電への統合を余儀なくされた都城市営事業であったが、終戦後に公営事業の復元運動が全国的に活発化すると、都城市も市営復元を志向し、公営事業復元を目指す他都市や府県と連合して運動に参画した。市は政府・国会やGHQへの請願活動に参加するも、戦後の電気事業再編成は地域別の発送電一貫経営の9電力会社を新設するという方向で固まり、1951年（昭和26年）5月1日付で九州地方では九州配電に代わって九州電力株式会社が設立されるに至った。その後政府与党は、公営復元を希望する自治体は各自で電力会社と交渉して自主的に解決を図るように求める、という方針を打ち出したため、1957年（昭和32年）7月25日より都城市は同社との交渉に乗り出した。
都城市と九州電力の交渉は計25回に及び、1962年（昭和37年）1月27日にようやく協定書の調印がなって解決した。その要点は、市営復元の代わりに九州電力が同社株式額面価格7100万円を市に交付し、市は毎年配当金を受け取るというものであった。

### 年表
- 1909年（明治42年）
  - 3月23日 - 都城電気発起人に対し逓信省より電気事業経営許可。
  - 6月10日 - 都城電気株式会社設立。
- 1910年（明治43年）
  - 6月 - 溝ノ口発電所（出力200キロワット）竣工。
  - 7月1日 - 都城電気開業。
- 1915年（大正4年）
  - 4月1日 - 志布志電気株式会社を合併。
- 1916年（大正5年）
  - 6月 - 月野発電所（出力320キロワット）竣工。
- 1919年（大正8年）
  - 7月 - 高千穂電気軌道株式会社を合併。
- 1922年（大正11年）
  - 1月 - 霧島第二発電所（出力550キロワット）竣工。
- 1925年（大正14年）
  - 4月18日 - 日本水電との合併契約締結を発表（ただし合併実行に至らず）。
- 1926年（大正15年）
  - 1月21日 - 都城電気と球磨川電気の間で合併契約締結。さらに都城市との間にも事業譲渡契約締結。
  - 7月 - 球磨川電気と都城電気の合併手続き完了。
- 1927年（昭和2年）
  - 4月9日 - 球磨川電気から都城市への事業譲渡認可。
  - 8月1日 - 事業引き継ぎを実施し都城市営電気供給事業開業。
- 1933年（昭和8年）
  - 12月1日 - 電気料金改定により総合料金制を採用。
- 1937年（昭和12年）
  - 5月 - 前年に市域へ編入された旧沖水村・五十市村での電気事業を市営化。
- 1943年（昭和18年）
  - 2月1日 - 都城市は九州配電へ電気供給事業を譲渡。市営事業終了。
- 1957年（昭和32年）
  - 7月25日 - 都城市は九州電力との間で電気事業市営復元に関する交渉を開始
- 1962年（昭和37年）
  - 1月27日 - 市と九州電力の間で市営復元に関する和解成立。終戦後から続いた市営復元運動終了。

## 供給区域・発電所一覧
都城電気時代、1925年（大正14年）12月末時点の電灯・電力供給区域は以下の通りであった。
- 宮崎県都城市
- 宮崎県北諸県郡
  - 五十市村・沖水村・志和池村・庄内町・西岳村・中郷村・山之口村・高城村・高崎村・山田村（現・都城市）
  - 三股村（現・三股町）
- 鹿児島県囎唹郡
  - 志布志町・西志布志村・松山村（現・志布志市）
  - 岩川町・月野村・末吉町・財部村（現・曽於市）

前述の通り、都城市営電気供給事業の供給区域は上記のうち都城市内（1937年以降は五十市村・沖水村域も含む）のみで、他は球磨川電気の供給区域となった。また発電所については都城電気は水力発電所を3か所建設しているが、市はこれらを取得していない。これらの発電所一覧は球磨川電気#発電所一覧・鹿児島県を参照のこと。